# Srđan Šaper

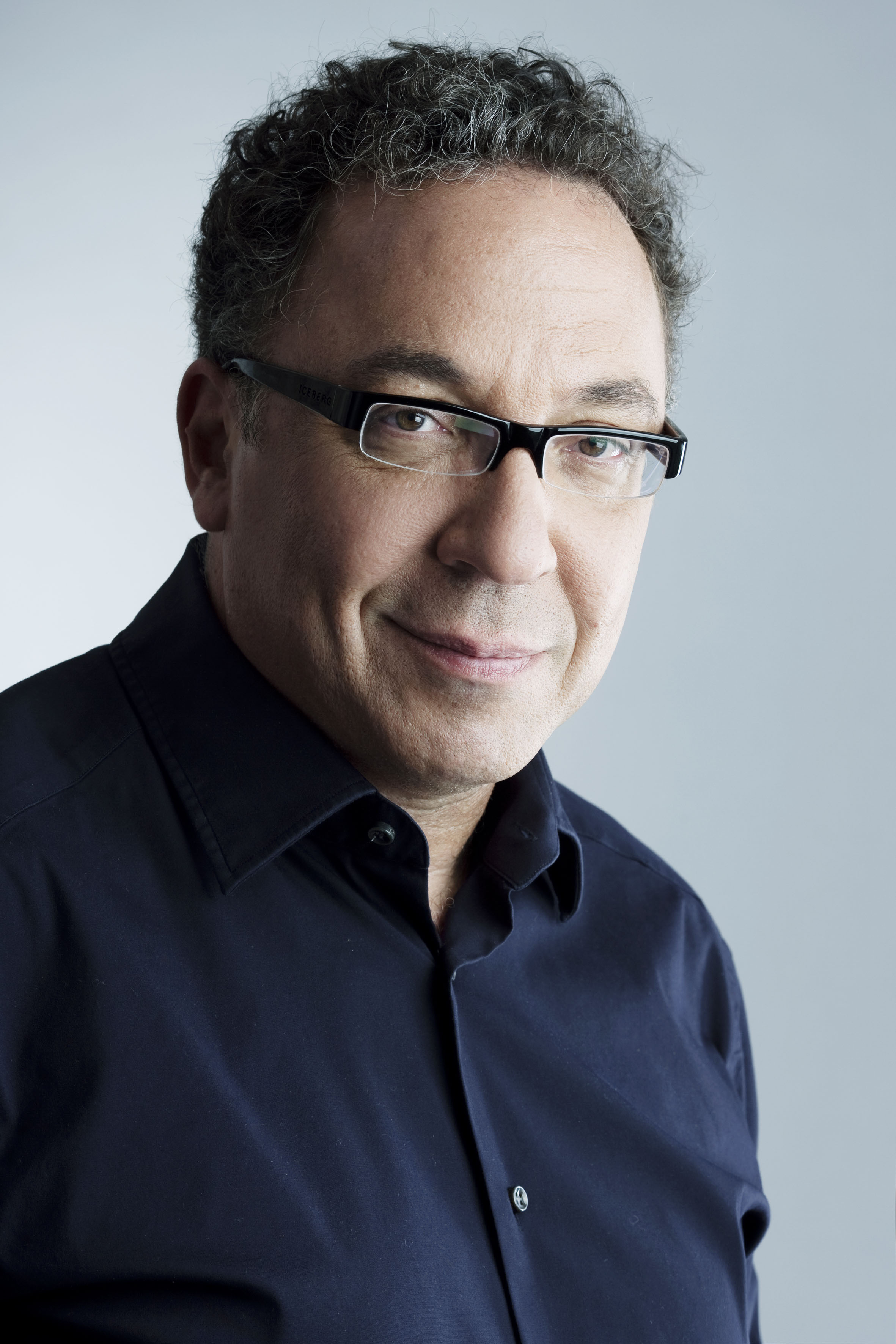
Srđan Šaper, September 2009

Srđan Šaper (serbisch-kyrillisch Срђан Шапер; * 9. Oktober 1958 in Belgrad, SFR Jugoslawien) ist ein serbischer Musiker und Gründer der McCann-Gruppe, eines Anbieters von Dienstleistungen im Bereich von Marktkommunikation in Südosteuropa. Er ist bekannt als Gründungsmitglied der Band „VIS Idoli“, die in den 1980er Jahren die neue Welle der Musik- und Kulturszene der ehemaligen SFR Jugoslawien hervorgerufen hat.

## Leben
Srđan Šaper hat die Grundschule „Sveti Sava“ und das achte Belgrader Gymnasium, jetzt bekannt als das dritte Belgrader Gymnasium, besucht. Sein Vater Radomir Šaper war Universitätslehrer und Prodekan an der Fakultät für Metallurgie und Technologie der Universität in Belgrad, Basketballnationalspieler Jugoslawiens und Sportaktivist. Nach dem Abitur studierte Srđan Šaper zunächst Medizin. Er brach das Studium ab, um an der Fakultät für Dramakünste in Belgrad eine Ausbildung zu beginnen, die er später am Lehrstuhl für Film- und Fernsehregie abschloss.

## Musikkarriere

### VIS Idoli
Während des Studiums an der Medizinischen Fakultät der Universität in Belgrad lernte Šaper Nebojša Krstić kennen. 1979 gründen sie gemeinsam mit Vlado Divljan die Band VIS Idoli. Die Band wurde später zu einem der wichtigsten Vertreter der neuen Welle und einer der populärsten Bands im ehemaligen Jugoslawien.
VIS Idoli wurden am 1. März 1980 gegründet. Ihre Songs Retko te viđam sa devojkama („Selten treffe ich dich mit Mädchen“) und Pomoć, pomoć („Hilfe, Hilfe“) erschienen einen Monat später als erste Single im Aprilheft des damals populären Magazins Vidici.
Idoli geben später die Single Maljčiki („Jungs“) heraus, mit einer neuen Version des Songs Retko te viđam sa devojkama. Der Spot für den Song Maljčiki wurde zum ersten Mal am Silvesterabend 1981 in der Sendung Rokenroler ausgestrahlt. Der Song, in der Zeit sehr umstritten, wurde zu einem Hit in ganz Jugoslawien, die Singleausgabe erreichte den ersten Platz der Hitliste und wurde von vielen Kritikern zum Hit des Jahres erklärt.

#### Alben
Das erste Album (eigentlich eine Mini-LP) von VIS Idoli erschien unter dem Titel VIS Idoli. Neben sechs neuen Liedern waren auch zwei Bonussongs, Retko te viđam sa devojkama und Maljčiki, enthalten.
Das nächste Album aus dem Jahr 1982, Odbrana i poslednji dani (“Verteidigung und die letzten Tage”), ist nach dem gleichnamigen Roman von Borislav Pekić  benannt. Von Musikkritikern wurde es als das beste Album 1982 und das beste Album des YU-Rock im 20. Jahrhundert ausgezeichnet.
Das dritte Album erschien 1983 im nächsten Jahr unter dem Namen Čokolada („Schokolade“).
Mit 350.000 verkauften Exemplaren zählte das Album neben dem Album Mrtva priroda („Stilleben“) von Riblja čorba zu den meistverkauften Alben im damaligen Jugoslawien.
Die letzte LP von VIS Idoli war Šest dana juna („Sechs Junitage“) und enthielt Musik aus dem gleichnamigen Film.
Seit diesem Album existiert die Band praktisch nicht mehr. Srđan Šaper war bei den letzten Aufnahmen von VIS Idoli als Sänger beteiligt.

### Spätere Karriere
Nach der Auflösung  von “VIS Idoli” 1984 spielte Šaper Spiridon Kopicl im Film Davitelj protiv davitelja („Erwürger gegen Erwürger“) und produzierte weiter Musik. Er textete Beogradski davitelj (“Belgrader Erwürger”), das er  mit der Band VIS Simboli gesungen hat.
1986 gründete er mit Nebojša Krstić die Band Unutrašnja imperija („Innerliches Imperium“). Im selben Jahr nahmen sie das Album Poslednja mladost u Jugoslaviji („Die letzte Jugend in Jugoslawien“) auf, das von Jugoton herausgegeben wurde. Gleichzeitig komponierte er Musik für das Fernsehdrama Šumanović – komedija umetnika.
Im März 1991 trat er als Gast auf dem Konzert der Band Akcija in SKC auf und sang Beogradski davitelj („Belgrader Erwürger“) aus dem Film Davitelj protiv davitelja („Erwürger gegen Erwürger“).
1995 gründeten Srđan Šaper, Nebojša Krstić und Zoran Kiki Lesendrić die Band Dobrovoljno pevačko društvo („Freiwilliger Gesangverein“). Die Band nahm in Budapest das Album „Nedelja na Duhove“ („Pfingstsonntag“) auf. Šaper ist Komponist des Albums und Liedermacher einiger Songs, durch die dieses Album bekannt ist: Čekaj me („Warte auf mich“), Zemlja („Erde“), Sestrice mala („Kleines Schwesterchen“) usw.
1996 waren Srđan Šaper und Nebojša Krstić an dem Debütalbum der Band Akcija namens 7 dana („7 Tage“) beteiligt.
1999 erschien der Song Razvod 1999 und Parada („Scheidung 1999“ und „Die Parade“) als Kompilation von Rock'n'roll - Ravno do dna („Bis zum Ende“).

## Unternehmerkarriere
Im Marketing ist Srđan Šaper seit den 1980er Jahren tätig. Vor der Gründung der Agentur McCann Erickson war er als Kreativdirektor und Regisseur in den Agenturen SM Delo, Borba, Ogilvy & Mather, Saatchi & Saatchi sowie Idols & Friends tätig.
1997 schloss er einen Vertrag mit der Agentur McCann Erikson ab, seitdem hat er Werbeagenturen in Belgrad, Skopje und Podgorica gegründet. Seit 2013 ist er Leiter der McCann-Gruppe, die in acht Ländern Südosteuropas (Serbien, Montenegro, Mazedonien, Bosnien und Herzegowina, Albanien, Kroatien, Slowenien und Bulgarien) tätig ist.
Srđan Šaper ist Initiator zahlreicher Kultur- und Kommunikationsprojekte. Er ist Urheber des Pionierprojekts für die Verbesserung des  Ansehens von Serbien ”La Serbie version original”, das im November 2000 in Paris mit dem Ziel vorgestellt wurde, Serbien nach dem Jahr 2000 zu präsentieren.

### Unternehmerpreise
- 2003 oder 2004 erhielt Šaper eine Auszeichnung von UEPS, dem Verein für Marktkommunikationen Serbiens, für die Förderung und Entwicklung der Werbebranche.
- Dezember 2011 verlieh der Verein für Marktkommunikationen Serbiens (UEPS) den Preis für das Lebenswerk an Srđan Šaper für schöpferische Leistungen der Marktkommunikationsentwicklung,
- November 2012 erhielt Srđan Šaper eine Auszeichnung für die Entwicklung der Marketingideen, für den Beitrag zur Entwicklung der Marktkommunikationen und Marketingideen.
- Dezember 2012 erhielt Srđan Šaper den Preis „Grand Slam“ für seinen Beitrag zu der serbischen und regionalen Werbebranche

### Weitere Aktivitäten
Šaper unterrichtet Kommunikation am Masterstudium der Fakultät der Dramakünste der Universität in Belgrad und hält Vorträge an zahlreichen internationalen Konferenzen im Bereich Werbung und Politikmarketing.
Er war Ausschussmitglied einiger staatlichen Organisationen und Unternehmen, einschließlich des Open Society Institute, Kongresszentrum „Sava“, Belgrader Festung, Anstalt für den Kulturdenkmalschutz der Stadt Belgrad, Serbischer Verband der Manager, Ausschuss der Stiftung Belgrader Philharmonie, wobei er Vorstandsvorsitzender war.

## Politische Karriere
1990 wurde Šaper Mitglied der Demokratischen Partei und beteiligte sich an der Organisation der ersten politischen Kampagne für die Demokratische Partei, die vor den ersten Wahlen in Serbien seit 1945 stattfand, sowie an zahlreichen weiteren Kampagnen der Partei.
Er war von 2008 bis 2010 und von September 2011 bis November 2012 Präsidiumsmitglied der Demokratischen Partei.

## Diskografie
Mit Idoli
- Odbrana i poslednji dani (1982)
- Čokolada (1983)
- Šest dana juna (1985)

Mit Nebojša Krstić
- Poslednja mladost u Jugoslaviji (1987)

Mit Dobrovoljno Pevačko Društvo
- Nedelja na Duhove (1995)

Mit Akcija
- Akcija (1996) - Gast auf dem Album "7 dana" ("7 Tage")

Singles
- Pomoć, pomoć / Poklon (1980)
- VIS Idoli (1981)
- Maljčiki / Retko te viđam sa devojkama (1981)
- Bambina / Stranac u noći (1983)
- Ona to zna / Ljubavi (1985)
- Bejbi, bejbi (Beogradski davitelj) (1984)
- Razvod 1999 / Parada (1999)

## Filmografie
Schauspieler:
- 1981: Dečko koji obećava
- 1984: Davitelj protiv davitelja
- 1986: Rock and Revolution

Komponist:
- 1984: Davitelj protiv davitelja
- 1987: Šumanović - komedija umetnika

### Interviews (Serbische Quellen)
- Status, septembar 2009., Srbija traži malo istinske ljubavi
- Press, 27. decembar 2009., 30 godina novog talasa: Ekskluzivni intervju, Srđan Šaper
- Politika, 16. Februar 2010, Vesti dana: Šaper na čelu UO Beogradske filharmonije